# (9509) Amfortas
(9509) Amfortas (3453 T-3) – planetoida z pasa głównego asteroid okrążająca Słońce w ciągu 3,53 lat w średniej odległości 2,32 j.a. Odkryta 16 października 1977 roku.